# Muazzo
I Muazzo furono una famiglia patrizia veneziana, annoverata fra le cosiddette Case Nuove.

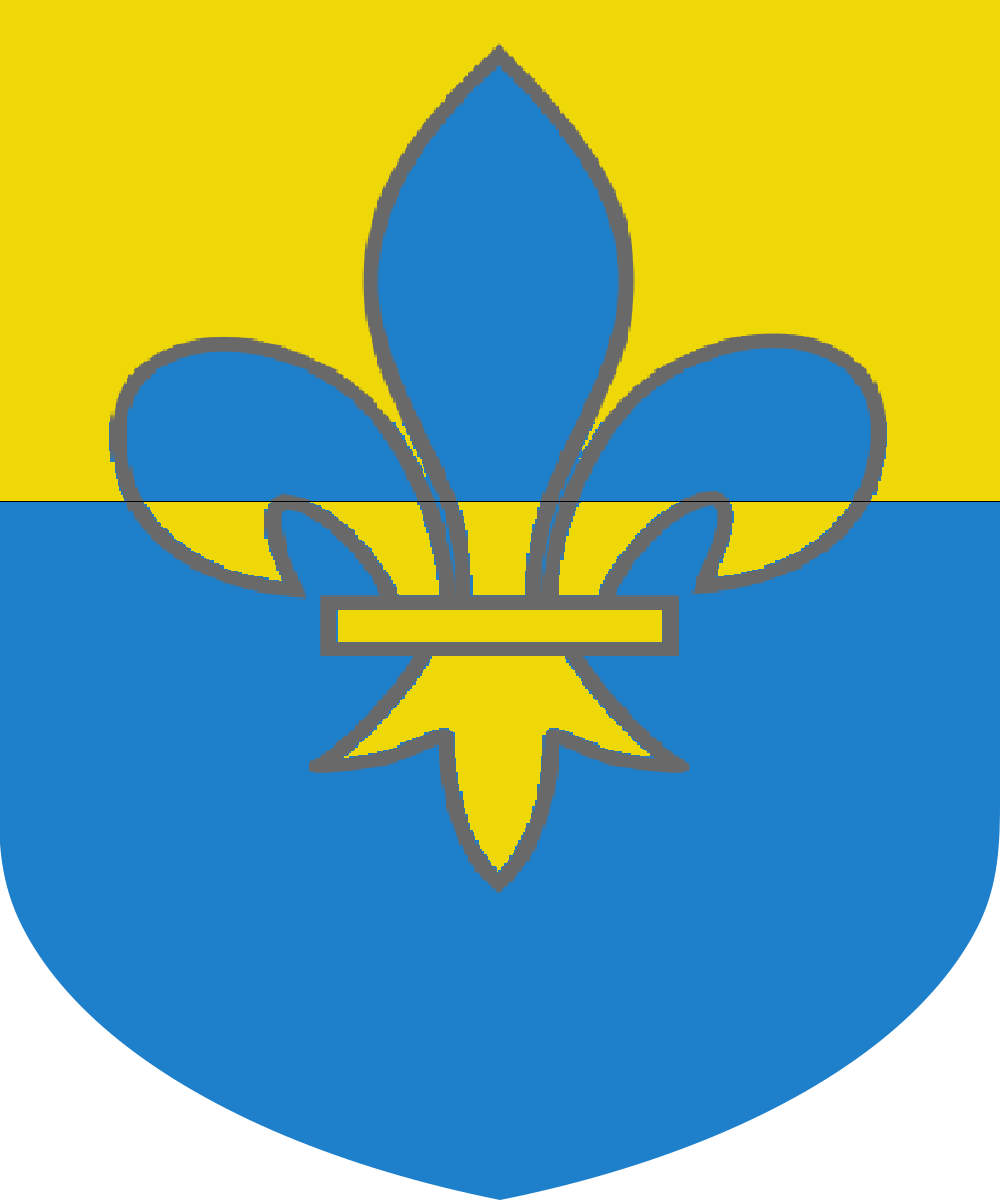
Stemma Muazzo

## Storia

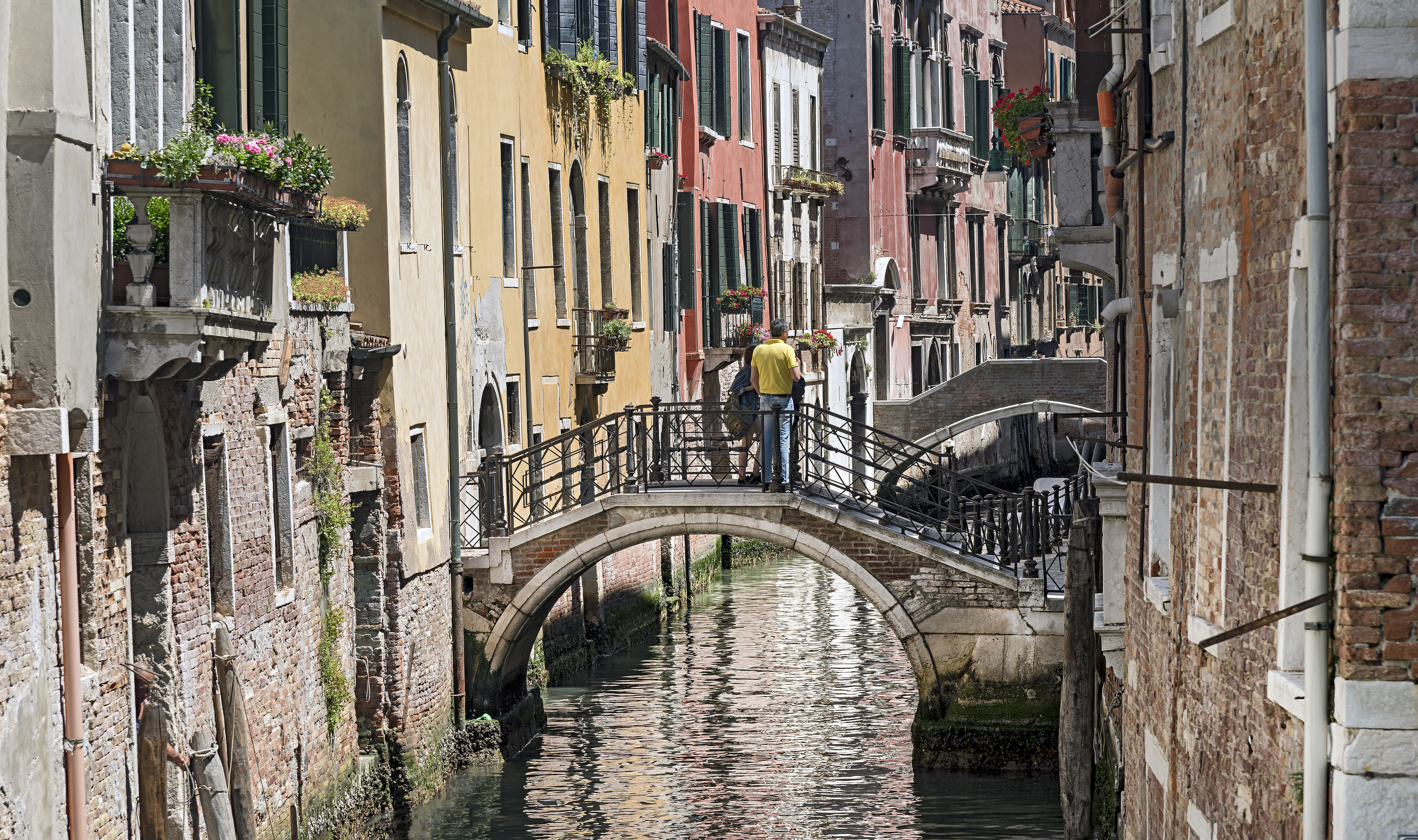
Rio de San Giovanni Laterano con in fondo, il ponte Muazzo

Secondo la tradizione, i Muazzo si trasferirono a Venezia fin dall'epoca della sua fondazione, procedendo, insieme ad altri antichi casati quali i Querini e i Gussoni, da Torcello a Rialto (VII secolo). Qui i Muazzo furono ascritti al ceto patrizio. Nei primi secoli della sua storia, diedero alla città lagunare alcuni tribuni.
Inclusi nel Maggior Consiglio alla serrata del 1297, i Muazzo sono ricordati per essere stati i fondatori della chiesa di San Paternian, oggi scomparsa, in campo Manin.
Vari membri di questa famiglia ricoprirono cariche civili e religiose di discreto rilievo, tra i quali si ricorda il francescano Luca Muazzo, vescovo di Caorle dal 1434 al 1451. Dopo la caduta della Serenissima, il governo imperiale austriaco riconobbe loro la patente di nobiltà con Sovrane Risoluzioni datate 22 e 30 novembre 1817.

## Luoghi e architetture
- Palazzi Muazzo, a Castello.

Si ricordano, inoltre, una Calle Muazzo e un Ponte Muazzo a Venezia, sempre in sestiere Castello.